# Xã Bath, Quận Greene, Ohio
Xã Bath (tiếng Anh: Bath Township) là một xã thuộc quận Greene, tiểu bang Ohio, Hoa Kỳ. Năm 2010, dân số của xã này là 39.392 người.